# Șipoteni
Șipoteni è un comune della Moldavia situato nel distretto di Hîncești di 842 abitanti al censimento del 2004